# Amaury (roman)
Pour les articles homonymes, voir Amaury.
Amaury est un roman d'Alexandre Dumas publié en 1843.

## Résumé
En 1838 à Paris, Amaury va chez son tuteur Avrigny, médecin veuf, et y déclare sa flamme à sa fille Madeleine. Avrigny le chasse. Il souhaite qu'il s'intéresse à sa nièce et pupille Antoinette. Amaury demande la main de Madeleine par écrit. Avrigny se dit qu'il est jaloux et Antoinette le lui dit aussi. Il invite Amaury le lendemain et leur dit qu'il accepte. Madeleine croit qu'Amaury courtise Antoinette et en tombe malade. Antoinette s'en va. Madeleine la fait revenir pour son extrême-onction et puis se meurt. Avrigny dit à Amaury avoir deviné qu'il voulait se suicider mais le lui interdit. Amaury part dans la grisaille hollandaise. Avrigny part en proche province et laisse son hôtel à Antoinette. Amaury revient et visite Avrigny et Antoinette. Quelque temps après, Avrigny les marie alors qu'ils n'osaient se déclarer leur flamme, et meurt aussitôt.